# ماريون جيلمور
ماريون جيلمور (بالإنجليزية: Marion Gilmore)‏ هي فنانة ورسامة أمريكية، ولدت في 7 مايو 1909 في أوتوموا في الولايات المتحدة، وتوفي بنفس المكان في 10 يونيو 1984.